# 706 Hirundo
706 Hirundo
706 Hirundo là một tiểu hành tinh ở vành đai chính. Nó được J. Helffrich phát hiện ngày 9.10.1910 ở Heidelberg, và được đặt theo tên Hirundo, tên khoa học của chim họ Nhạn 